# Susi Air
PT ASI Pujiastuti Aviation, ou plus simplement Susi Air, est une compagnie aérienne régulière et charter indonésienne basée à Pangandaran dans la province de Java occidental. Elle opère à partir de multiples bases : Medan (Sumatra du Nord), Jakarta, Balikpapan (Kalimantan oriental) et Jayapura (Papouasie) mais encore Kupang, Malinau, Tarakan, Samarinda, Jambi, Padang, Banda Aceh, Biak, Nabire, Ketapang et bien d'autres.
Susi Air est la première compagnie indonésienne à utiliser le nouveau Piaggio P180 Avanti II. L'appareil servira notamment à des opérations d'évacuation médicale.
La compagnie a en outre commandé 30 Cessna Grand Caravan.
La compagnie s'est également lancée dans le transport de passagers et prévoit de transporter 100 000 personnes en 2009.
Enfin, Susi Air a l'ambition d'ouvrir un centre de formation sur sa base, l'aérodrome de Pangandaran sur la côte sud de Java occidental.

## Histoire

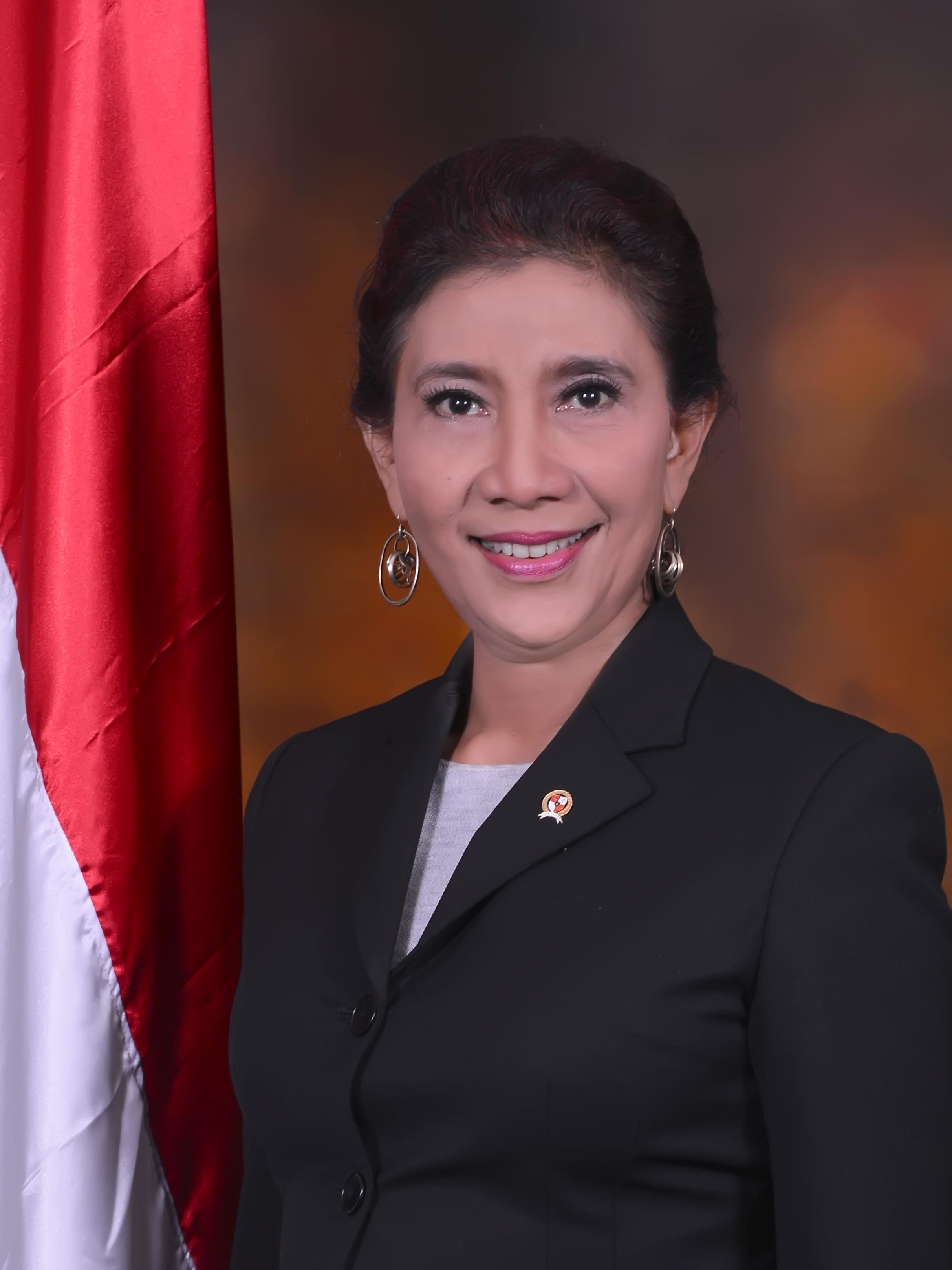
Susi Pudjiastuti comme ministre de la Mer et des Pêches

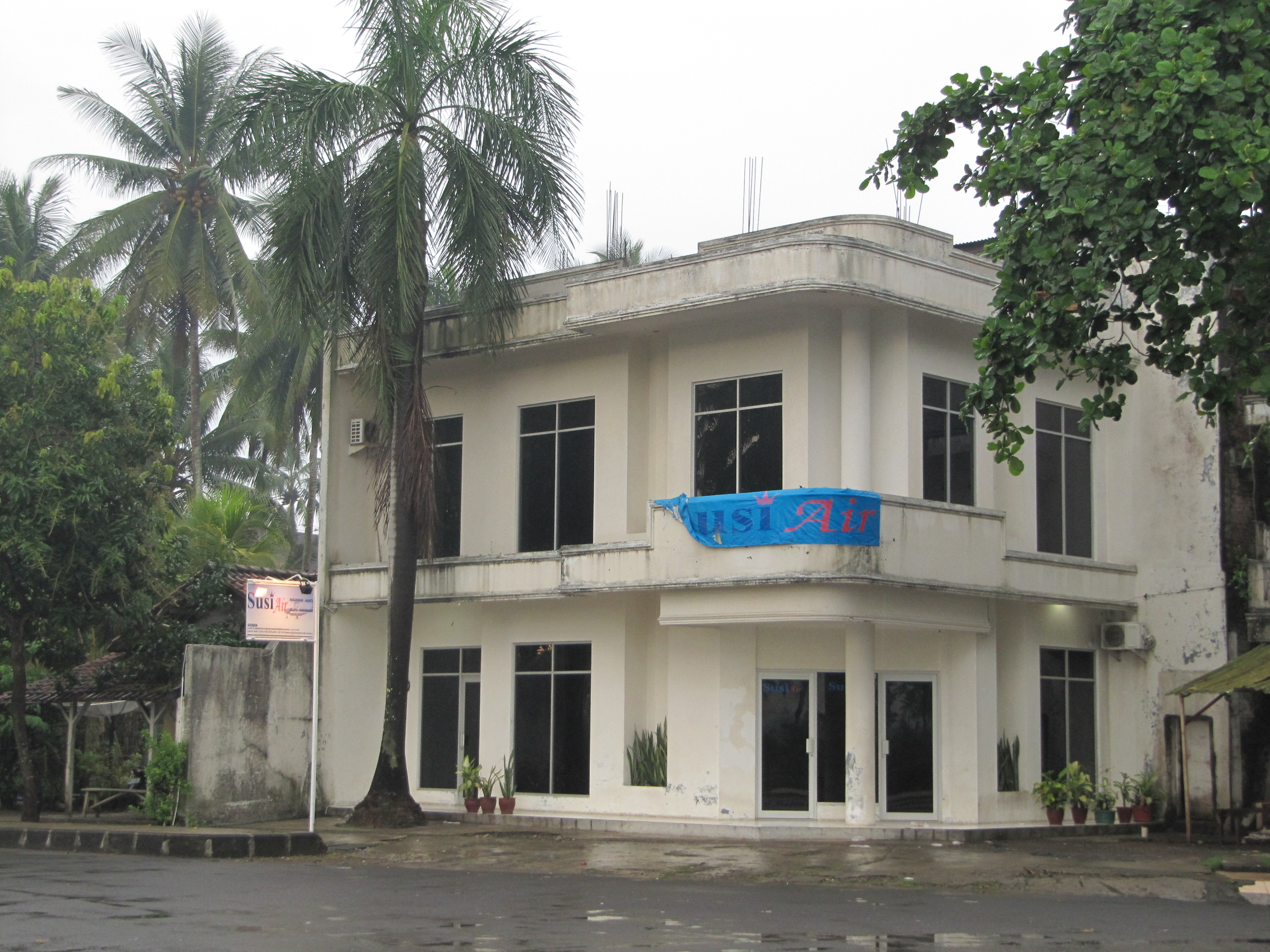
Le siège de Susi Air à Pangandaran en 2013

Susi Air a été créée fin 2004 par Susi Pudjiastuti (actuellement (2017) ministre de la Mer et des Pêches du président Joko Widodo) pour le transport des produits de la pêche d'une entreprise sœur, PT ASI Pudjiastuti.
Le séisme du 26 décembre 2004 dans l'océan Indien avait dévasté la côte occidentale du nord de l'île de Sumatra. Les 2 Cessna Grand Caravan's que Susi Air venait de commander ont été alors utilisés pour l'acheminement de matériel et de médicaments pour le compte d'organismes humanitaires. D'autres Grand Caravan ont rejoint la flotte, ainsi qu'un Diamond Twin Star et 2 Pilatus Turbo Porter. La Susi Flying School était par ailleurs créée à Pangandaran.

## Destinations
De Medan, Susi Air assure des vols quotidiens vers Meulaboh (Aceh), Simeulue), Silangit et Aek Godang.

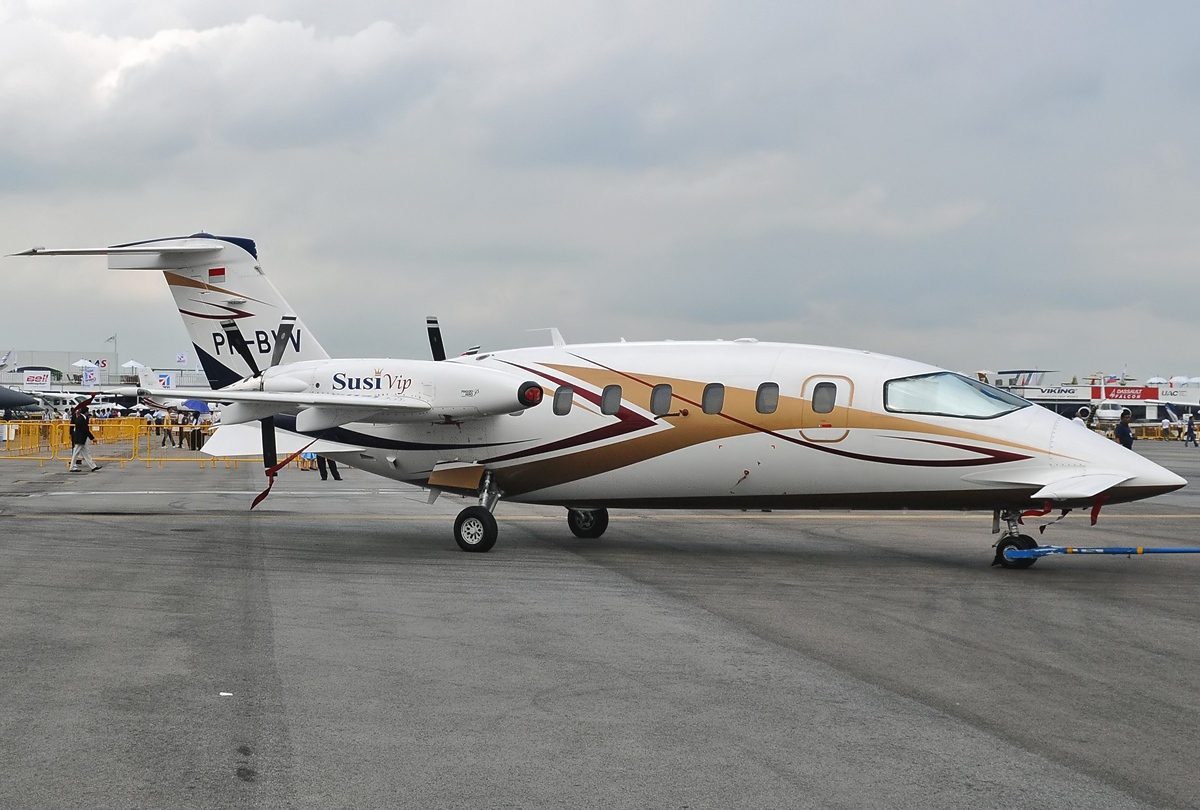
Piaggio P180 Avanti II de Susi Air

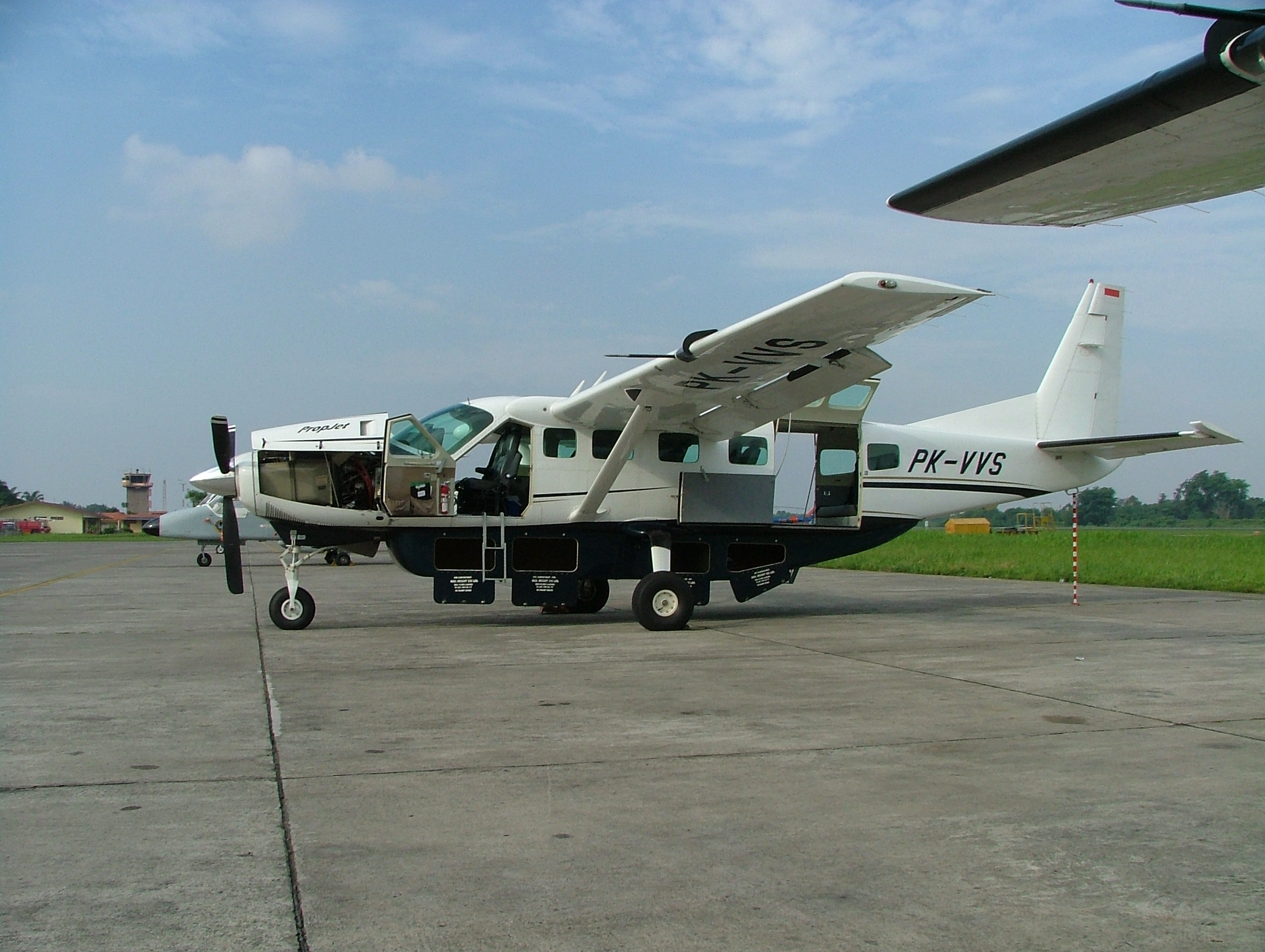
Cessna 208 sur l'ancien aéroport international de Medan Polonia

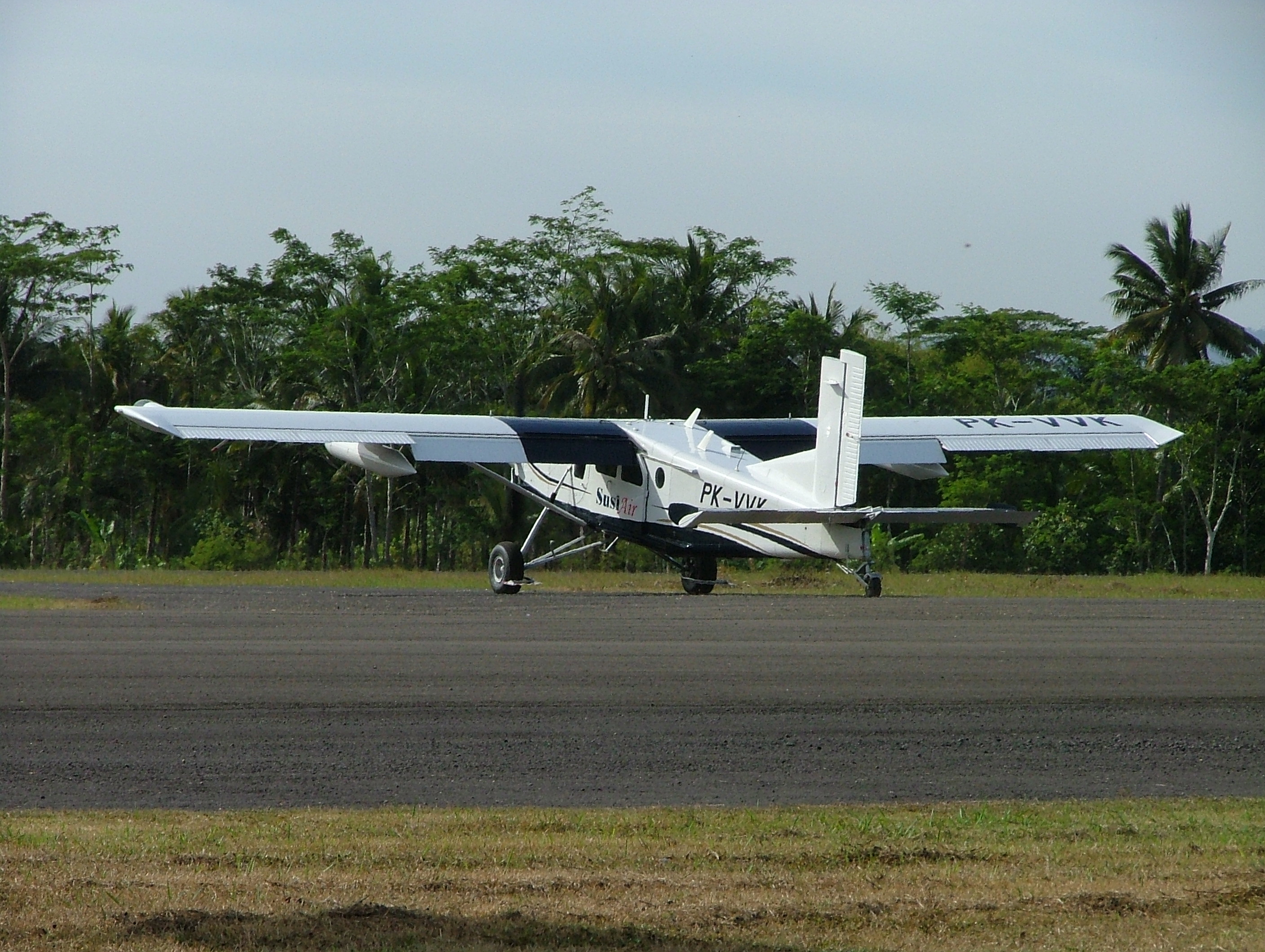
Pilatus PC-6 sur l'aérodrome Nusawiru à Pangandaran

## Flotte
Susi Air possède la plus importante flotte de Cessna Grand Caravan's en Asie Pacifique.

## Divers
Susi Pudjiastuti, directrice générale de Susi Air, a été nommée ministre de la Mer et des Pêches dans le gouvernement du président Joko Widodo.